# 尤瑟王

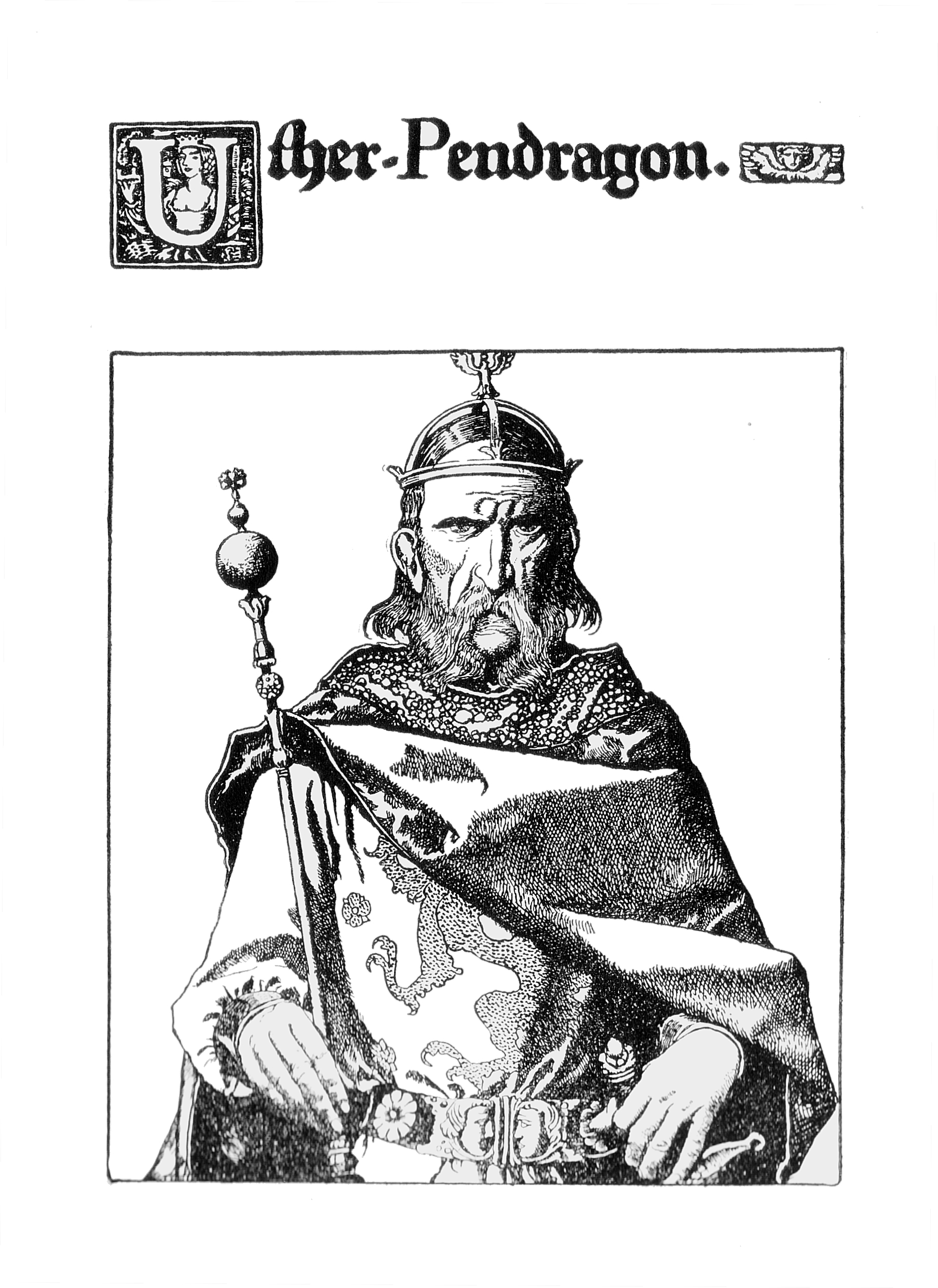
1903年时由霍華德·派爾所作的插画。摘自文献《亚瑟王与他的骑士们》。

尤瑟王（英語：Uther Pendragon、全名：尤瑟·潘德拉贡），前任卡美洛（Camelot）國王。他是亚瑟王的父亲，亦是亚瑟王即位前的君主。在尤瑟王被摩根勒菲刺殺多年後，其子亞瑟王親手拔出了石中劍，繼位為卡美洛之王。

## 人物介绍
后来的不列颠传说中描述，尤瑟是在魔法师梅林的帮助下，巧扮成康沃尔公爵，才与其夫人伊格赖因（Igraine）同床交欢，才有了儿子亚瑟。后来，尤瑟以不明的理由处死了康沃尔公爵并迎娶了伊格赖因，使她成为了皇后，则尤瑟也成为了康沃尔公爵与伊格赖因之女摩根勒菲的继父。为了隐瞒一切事情的真相，而把亚瑟托付给梅林收养。但此事引來摩根勒菲之怒，她於是在尤瑟王的飲料中下藥，並用黑魔法殺了他。稍晚，伊洛賴因王后發現丈夫駕崩，他的遺體倒在寢宮裡。

## 圆桌骑士的创始人
一天，尤瑟王突然间想到如果能有一张能够容纳下150位骑士的圆桌，就可以让骑士们亲密的欢聚一堂。于是他便请来王国的谋士梅林，一同设计了一张像“地球”一样的大圆桌。圆桌骑士团就是这样成立起来的。